# Rincón de Canal
Rincón de Canal är en ort i Mexiko.   Den ligger i kommunen San Miguel de Allende och delstaten Guanajuato, i den centrala delen av landet, 230 km nordväst om huvudstaden Mexico City. Rincón de Canal ligger 1 899 meter över havet och antalet invånare är 106.
Terrängen runt Rincón de Canal är kuperad åt sydost, men åt nordväst är den platt. Runt Rincón de Canal är det ganska tätbefolkat, med 96 invånare per kvadratkilometer. Närmaste större samhälle är San Miguel de Allende, 4,3 km nordost om Rincón de Canal. Trakten runt Rincón de Canal består i huvudsak av gräsmarker.